# Дровинки (деревня)
Дровинки — деревня в Костромском районе Костромской области. Входит в состав Никольского сельского поселения.

## География

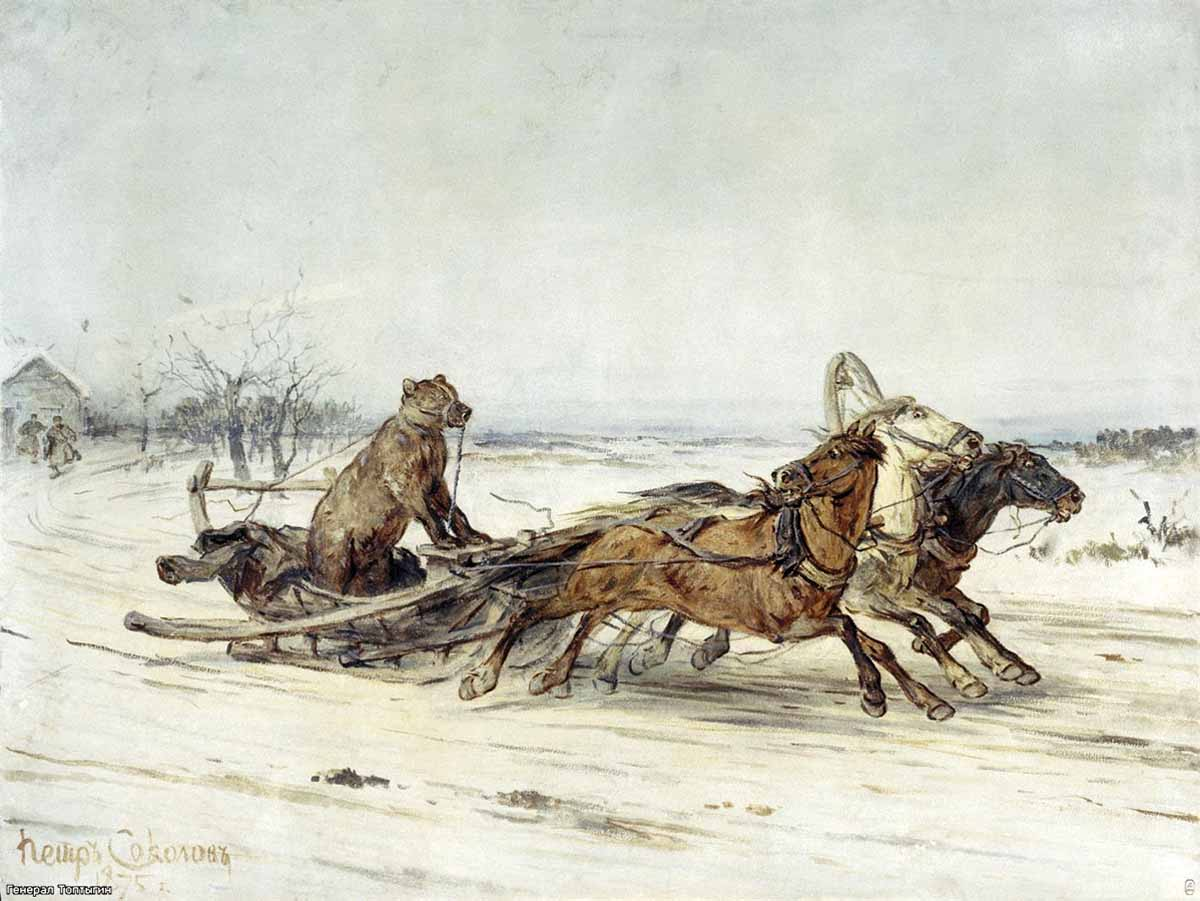
Картина П. П. Соколова «Генерал Топтыгин»

Находится в юго-западной части Костромской области на расстоянии приблизительно 14 км на восток-северо-восток по прямой от станции Кострома-Новая.

## История
В 1907 году здесь отмечено было 29 дворов.

## Население
Постоянное население составляло 127 человек (1897), 167 (1907), 5 в 2002 году (русские 100 %), 24 в 2022.

## В литературе
С деревней, по мнению Н. Н. Виноградова и В. Н. Бочкова, связано место действие стихотворения Николая Алексеевича Некрасова «Генерал Топтыгин». Во время охоты Некрасов узнал реальную историю о медведе, проехавшем на тройке лошадей от почтовой станции Дровинки до станции Антипино. Пока ямщик и поводырь проводили время в кабаке в Дровинках, напуганные седоком-медведем лошади помчались по Галичскому тракту и остановились лишь на следующей на нём станции Антипино.